# ヨーロッパウズラ

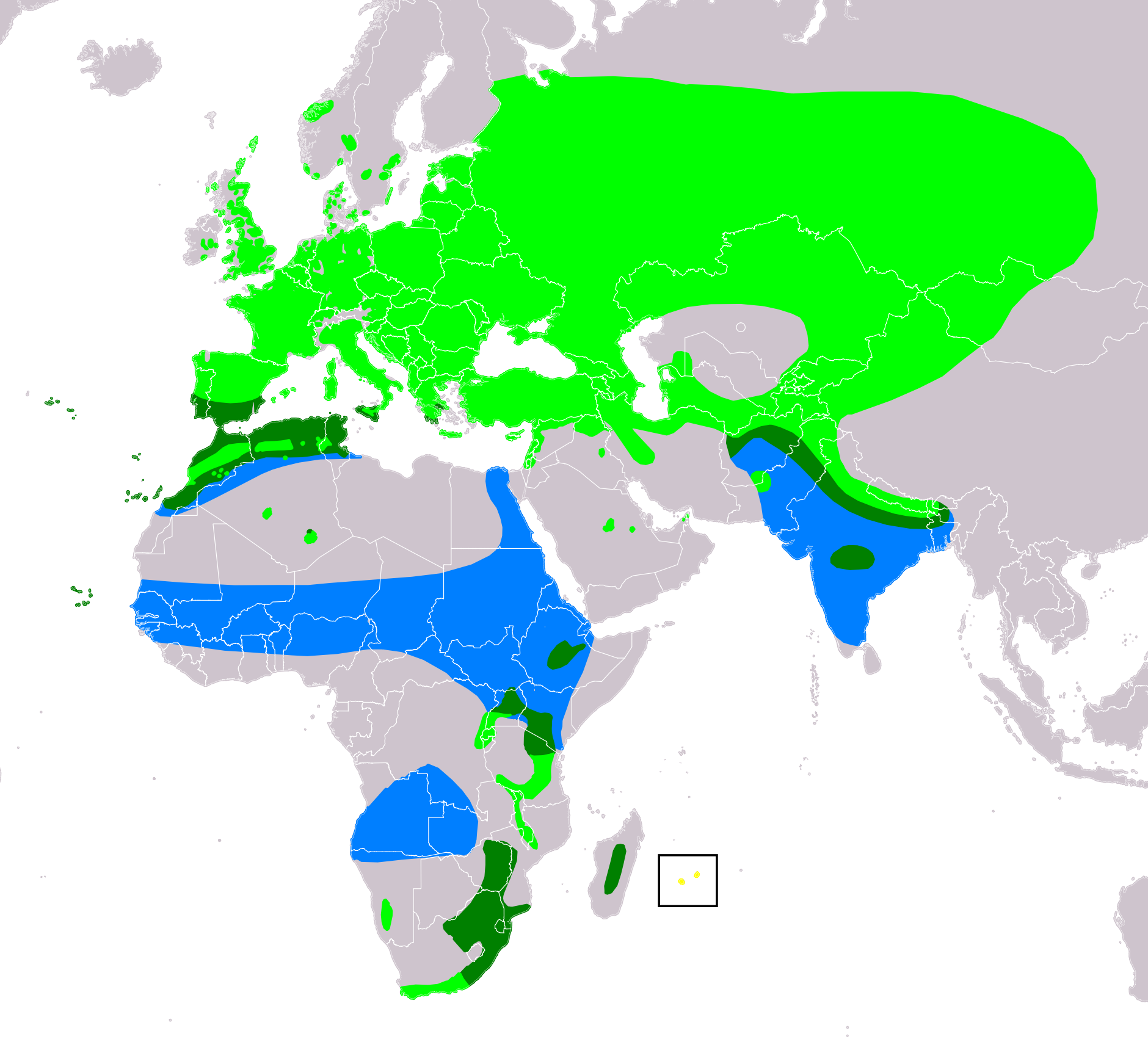

ヨーロッパウズラ（欧羅巴鶉、学名Coturnix coturnix）は、キジ目キジ科の鳥類。カール・フォン・リンネによって1758年、著書『自然の体系』（Systema Naturae）の中でクロライチョウ属のTetrao coturnixとして分類された。

## 形態
全長17cmと小型で、丸っこい体をしている。体色は茶色で縞があり、白色の眼線があり、雄の顎は黒い。長距離の渡りをするため、翼は長い。
地上で生活し、種子や地上性の昆虫類を食べる。植生に隠れていることが多く、飛翔するよりもひたひたと歩いて逃げることを好むため、観察することは難しい。驚かされて飛び出しても高くは飛ばず、すぐに植生の中に隠れてしまう。この種の存在を告げる唯一の証拠は雄が繰り返すさえずりであることが多い。さえずりは朝と夕方に多いが、夜間に鳴くこともある。さえずりは英語の擬声語では「ウェット・マイ・リップス」（"wet-my-lips"）と表される。

## 分布
ヨーロッパとアジア

## 生態

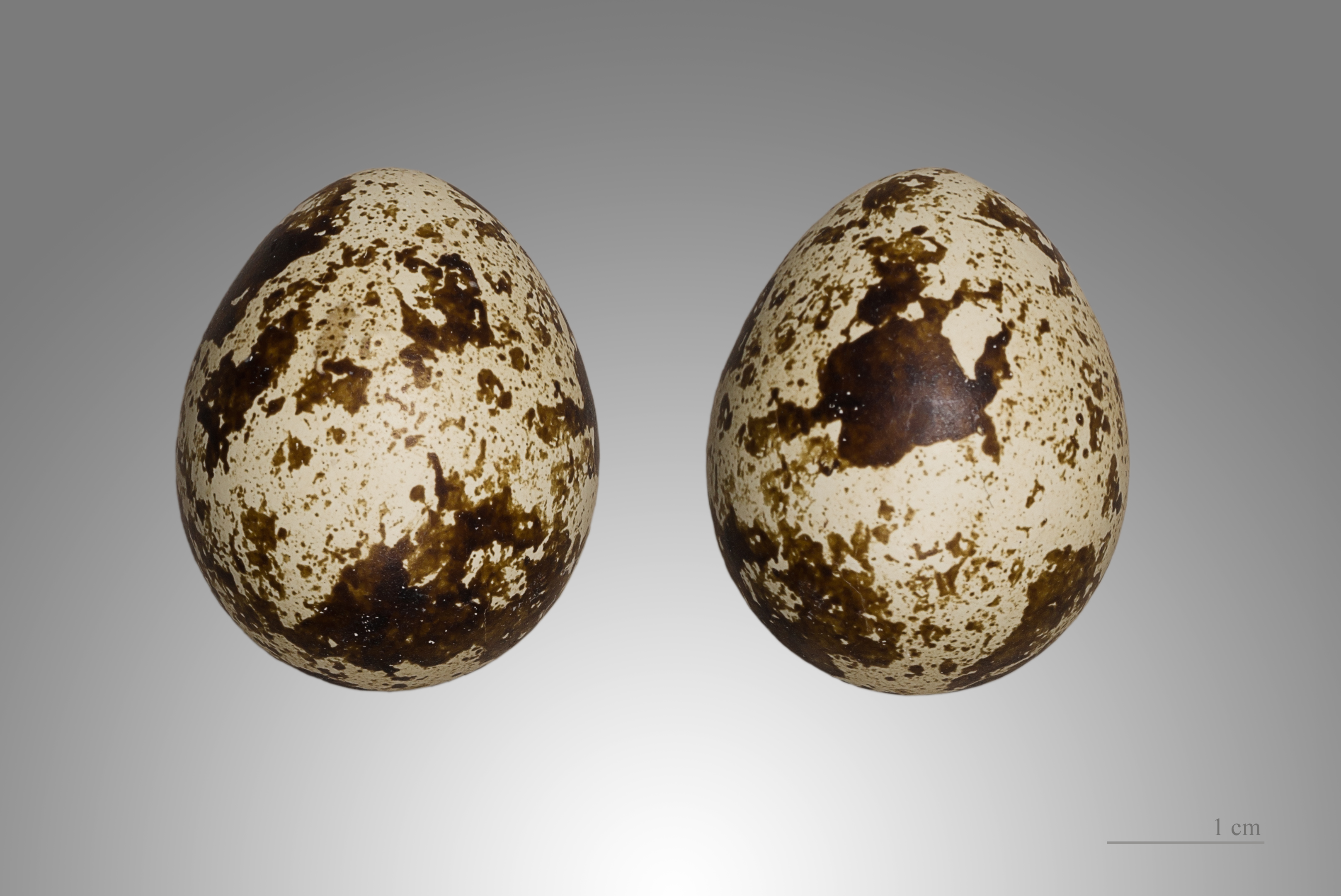
ヨーロッパウズラの卵

生後6〜8週間で成熟し、開けた農地や草原の地面に巣を作り、6〜18個の卵を産む。卵は同属のウズラと同じく褐色の斑点があり、16〜18日で孵化する。渡り鳥で、アフリカで越冬する。

## 人間との関係
秋に渡りで地中海地方を通過するときに狩猟鳥として頻繁に狩られる。近年では、愛鳥家によってアメリカ合衆国とヨーロッパで人為的に繁殖が行われている。
古代エジプトの時代から、肉と卵が食用とされている。また観賞用としても飼われた。ローマ人は闘鶉を行った。

### 毒性
本種は地中海地方で渡りをする秋、要するに地中海地方でもっとも狩猟が盛んな時期に、一部個体の肉や脂肪に毒が蓄積されるらしく、それらを口にすることで coturnism と称される中毒を発症することがある。具体的には横紋筋融解症が発症し、大量のミオグロビンが血中に溶解することでミオグロビン尿症が見られる。最悪の場合、溶け出したミオグロビンが尿細管に詰まって細管の壊死を引き起こし、急性腎不全に陥いる。また他の臓器機能不全も同時に起きて、そうした症状の多発により死に至る。もっとも、渡りの季節4ヶ月を過ぎた野生のウズラや、養殖ウズラで中毒が起きたことはない。
このことは紀元前4世紀の古代ギリシャ時代から知られていて、ローマ帝国の頃にはすでに当時の医師や神官、学者の間で常識となっており、アリストテレスやルクレティウス、ガレノスらも著書で言及している。旧約聖書にもシナイ半島でウズラを多食していたイスラエル人たちが多数発症したことが記されている。なお、なぜだかよくわかっていないが、20世紀以降になって発症した例はほとんどない。
この中毒には人により感受性があり、同じウズラの脂で揚げたジャガイモを入れたスープを飲んでいた4人のうち、1人のみが発症したことがある。有毒化するメカニズムは本種がある特定の植物を食するからと考えられているが、どの植物が肉や脂を有毒化するのかといった点はまだ議論がなされている。